# Peter Grajciar
Peter Grajciar (Zvolen, 17 settembre 1983) è un calciatore slovacco, centrocampista dello Slavoj Koloveč.

## Carriera

### Nazionale
Conta 3 presenze con la maglia della propria nazionale.